# F. C. Spartak de Moscú
El FC Spartak de Moscú (en ruso: Футбольный клуб «Спартак» Москва, y oficialmente Futbolʹnyĭ Klub Spartak Moskva) es un club de fútbol de la capital Moscú, Rusia, parte de la Sociedad Deportiva Spartak. Nombrado así en honor del esclavo romano Espartaco. El club fue fundado el 18 de abril de 1922 y disputa sus partidos como local en el Otkrytie Arena, con capacidad para 44.000 espectadores e inaugurado en 2014. Actualmente juega en la Liga Premier de Rusia, la primera división del fútbol ruso.
El club fue uno de los más importantes en la antigua Unión Soviética, donde ganó doce campeonatos de liga. Tras la disolución de la URSS en 1991 y la creación de la liga rusa, el Spartak se convirtió en el dominador del fútbol ruso al ganar nueve de los diez primeros campeonatos de liga de Rusia entre 1992 y 2001, con la única excepción del título de liga de 1995 en el que finalizó tercero. En su palmarés cuenta también con diez Copas soviéticas, tres Copas rusas, seis Copas de la CEI. El Spartak es un equipo habitual en los torneos de la UEFA y ha alcanzado las semifinales de las tres competiciones europeas.
El equipo es fácilmente reconocible por su tradicional uniforme, que consiste en camiseta roja con una banda horizontal blanca, pantalones blancos y medias rojas. El escudo lo acuñó en 1935 Nikolái Stárostin y consiste en un diamante rojo con una raya diagonal blanca y la letra cirílica «C» (que equivale a la «S» latina) en el centro. Históricamente el club es conocido como Naródnaya komanda («el equipo del pueblo») y fue uno de los clubes de fútbol más populares de la Unión Soviética y en Rusia, ya que su fundación no estuvo sujeta a ningún organismo o institución del gobierno soviético, sino que fue parte de la sociedad deportiva Spartak, nombrada así en honor al esclavo romano Espartaco.

## Historia

### Orígenes y fundación del Spartak (1922–1935)
La sociedad deportiva de Moscú fue fundada el 18 de abril de 1922 en el distrito Presnya, en el centro de Moscú, a sugerencia de Iván Artémiev. Un grupo de entusiastas encabezados para Artémiev consiguió un permiso para la demolición de varias casas abandonadas en la zona de Presnya para la posterior construcción de un estadio. De forma paralela se produjo la reorganización de dos equipos deportivos, la Sociedad de Gimnasia Rusa (RGO, Russkoe gimnasticheskoe obshchestvo) y la Sociedad de Educación Física de Presnenski (OFV, Obshchestvo fizicheskogo vospitaniya). Ambos se unieron en el Círculo Deportivo de Moscú (MKS, Moskovski kruzhok sporta).

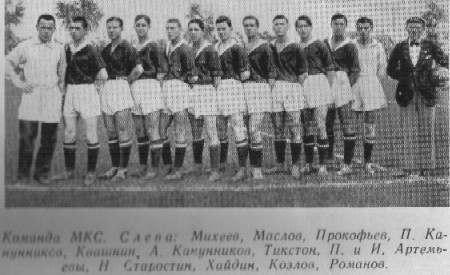
Equipo del Círculo Deportivo Krasnopresnensky de Moscú (1922), origen del Spartak.

A continuación llegaron al equipo los hermanos Stárostin (Nikolái, Aleksandr, Andréi y Piotr), apellido que siempre ha estado ligado a la historia del Spartak. Al cabo de un año el nombre del equipo se cambió a Krásnaya Presnya, como propuso originalmente Artémiev, pero también fue renombrado posteriormente Pishcheviki y Promkooperatsia, nombre del sindicato de trabajadores de la alimentación.
En 1935 el presidente del Comité Central del Komsomol Aleksandr Kósarev decidió crear una Sociedad de Deportes. Después de que el Consejo de Cultura Física de la Unión apoyase la idea de la creación de una sociedad, se decidió a hacerlo sobre la base del Promkooperatsia. Con el fin de crear un nombre apropiado para la sociedad, se reunieron los hermanos Stárostin y sus amigos, entre ellos Piotr Isakov, Iván Filippov, Stanislav Leuta y Piotr Popov. Nikolái Stárostin, jugador del club, propuso el nombre de Espartaco para la sociedad, así como para su equipo de fútbol, en honor al líder de los esclavos romanos rebeldes, como un símbolo de la lucha por la libertad.

«…Y de nuevo suenan monótonamente las mismas palabras una y otra vez: "fidelidad", "arrojo", "victoria"... ¡No, no, no! De repente, mi mirada se fija sobre un libro que estaba encima de la mesa: Espartaco, de Raffaello Giovagnoli. Lo tomo y pienso que nos hace falta un lema, un nombre que muestre las mejores cualidades de los atletas; la hombría, la voluntad, la estabilidad y la fuerza, la fidelidad a una idea. El líder de los gladiadores tenía todas estas cualidades. ¡Llamemos a nuestro nuevo equipo "Spartak"!». Nikolái Stárostin.

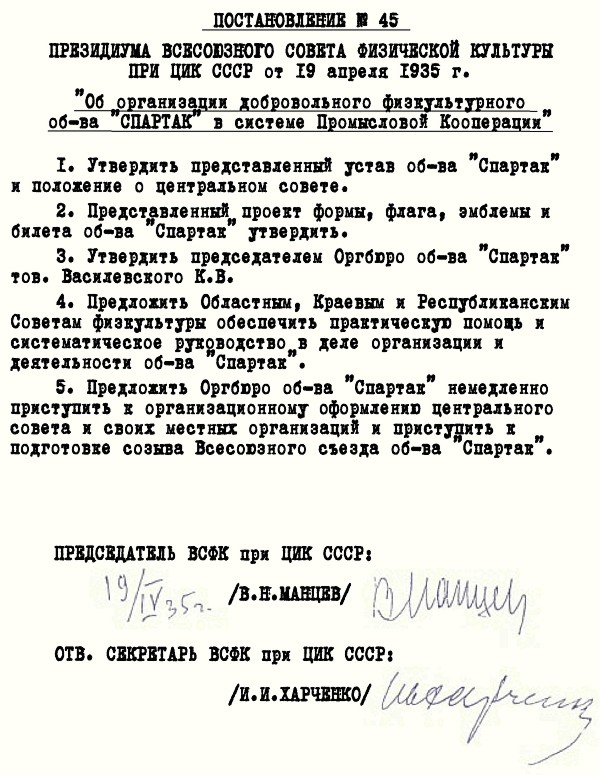
Decreto del 19 de abril de 1935 por el que se aprueba la creación de la sociedad deportiva Spartak.

El 19 de abril de 1935 el Consejo de Cultura Física de la Unión aprobó la fundación de la nueva sociedad deportiva Spartak. En ese momento, algunas organizaciones o instituciones gubernamentales soviéticas, como la policía, el ejército y los ferrocarriles, crearon sus propios clubes. Por ello, muchos hombres de Estado vieron en las victorias de sus equipos la superioridad sobre sus rivales. El Dinamo se creó bajo el patronazgo de la policía y otras fuerzas de seguridad del Ministerio del Interior; el CSKA fue fundado como una sociedad de amantes del esquí, pero fue transferido en 1923 al Ejército Rojo y el Torpedo estaba auspiciado por la industria de la automoción. El Spartak, en cambio, creado por el sindicato público fue considerado «el equipo del pueblo» por los aficionados soviéticos.

### Creación del campeonato soviético (1936–1949)
En 1936 se formó la Primera División de la Unión Soviética y el Spartak participó en esta primera temporada. El campeonato de primavera fue conquistado por el Dinamo Moscú y el Spartak quedó en tercer lugar, mientras que en el campeonato de otoño fue el Spartak quien se hizo con el título superando al Dinamo, en el segundo lugar. Fue en esos años cuando comenzó la rivalidad irreconciliable entre estos equipos, que solo se intensificó después de que los hermanos Starostin fueran confinados en 1942 por instrucciones personales de uno de los patrones del Dinamo, Lavrenti Beria. El primer entrenador del equipo en los campeonatos de la Unión fue el checoslovaco Antón Fivébr, que venía de entrenar al Valencia CF. A continuación, en la segunda mitad de 1936, trabajó como entrenador en jefe Mijaíl Kozlov, que ganó el primer campeonato de la unión. En 1937 vino a sustituir a Konstantín Kvashnin, con quien el Spartak ganó el título de liga en 1938.
Después de una exitosa temporada en 1938, cuando el Spartak ganó el campeonato de liga y la Copa de la URSS, fue sustituido el entrenador del equipo. En lugar de Kvashnin llegó Piotr Popov, pero el cambio de entrenador no alteró el rumbo del equipo. Al final, sin ningún problema el Spartak ganó el campeonato de 1939.
Sin embargo, esa edición de la copa soviética resultó dramática y compleja. Después de vencer el partido de semifinales contra el Dinamo Tbilisi (1–0) los georgianos presentaron una protesta contra el gol de los moscovitas, anotado por Andréi Protásov en el que, según los jugadores del Dinamo, el defensa Shota Shavgulidze consiguió sacar antes de rebasar la línea de gol. El equipo arbitral no atendió las enconadas protestas de los georgianos y el Spartak se clasificó a la final, disputada el 12 de septiembre de 1939 ante el Stalinets y que consiguió vencer por 3-1. Doce días después de haber ganado la copa, miembros del Spartak vieron a jugadores y directivos del Dinamo Tbilisi aún en Moscú. Los georgianos aseguraron a los directivos del Spartak que habían conseguido forzar la repetición de la semifinal, decisión que fue aprobada por el Comité Central y publicada en la prensa georgiana. Pese a que Nikolái Stárostin trató de utilizar sus influencias políticas para evitar la repetición del encuentro, la decisión llegó de órdenes superiores, concretamente del secretario del partido Andréi Zhdánov. Este episodio del fútbol soviético pudo ser otra prueba más de la conocida rivalidad entre Beria y Stárostin, pese a que no se encontraron nunca pruebas de la implicación del primero sobre ello. En el partido de repetición disputado el 30 de septiembre, el Spartak volvió a vencer, esta vez 3-2, y oficialmente ganó su segunda copa consecutiva.
El campeonato de liga de 1941 fue interrumpida por la Segunda Guerra Mundial (llamada Gran Guerra Patria por los rusos). El 22 de junio iba a celebrarse el partido contra sus compañeros y rivales en liga del Spartak de Leningrado, pero el partido no se pudo celebrar por la guerra. Algunos de los jugadores y cuerpo técnico fueron llamados a filas y Vladislav Zhmelkov se ofreció como voluntario para entrenar al equipo, Anatoli Vialichkin fue asesinado en la batalla y Stepán Kustylkin murió de las heridas recibidas durante la guerra ruso-finlandesa. Después de la abolición del campeonato soviético se decidió celebrar un otoño del Campeonato de Moscú y la edición de copa, pero nunca fueron terminados debido a la aproximación de las tropas alemanas a la capital.
Después de la guerra, se decidió reanudar el campeonato de la URSS. En 1945 el equipo realizó un mal campeonato y acabó en décimo lugar. El Spartak solo podría añadir dos copas soviéticas conseguidas de forma consecutiva en 1946 y 1947 tras vencer en la final al Dinamo Tbilisi y al Torpedo Moscú. A principios de 1949, Abram Dangúlov sustituyó a Konstantín Kvashnin, que había vuelto a dirigir al equipo. El nuevo cuerpo técnico presentó una política de rejuvenecimiento de la plantilla y con ellos debutaron los jóvenes futbolistas Yuri Sédov, Ígor Netto, Anatoli Ilin, Nikolái Parshin y Yevgueni Kuleshov. En ese mismo año, al equipo llegó el joven delantero Nikita Simonián. El Spartak finalizó el campeonato en tercer lugar, pero la delantera del equipo mostró un nivel espectacular al anotar 93 goles en la liga y estableció un récord del club. Nikita Simonián fue el mejor anotador del campeonato con 26 goles.

### Primera edad dorada y rivalidad con el Dinamo (1950–1966)
El Spartak comenzó los años 1950 sin demasiado éxito en el campeonato soviético pese al excelente nivel goleador que seguía exhibiendo el ariete Nikita Simonián. Sin embargo, lograron proclamarse campeones de copa ante sus grandes rivales del Dinamo, a los que vencieron por tres goles a cero.
A principios de 1952 Gueorgui Glazkov fue reemplazado como técnico por Vasili Sokolov, exdefensor del Spartak en dos periodos y que llegó a disputar más de doscientos partidos en liga solo con el equipo rojiblanco. Sokolov apenas tuvo tiempo para preparar el campeonato, ya que el equipo nacional de la URSS disputó los Juegos Olímpicos de Helsinki 1952. Sin embargo, la temprana eliminación ante los yugoslavos en el segundo partido propició que los jugadores soviéticos regresaran a Moscú antes de tiempo. La espina dorsal de los jugadores del equipo nacional fueron del CDKA y el seleccionador era un instructor del ejército, Borís Arkádiev. Por el fracaso en los Juegos Olímpicos y precisamente ante Yugoslavia —las relaciones entre Tito y Stalin estaban muy deterioradas—, muchos jugadores se vieron privados del título "Maestro emérito de los Deportes" y el CDKA fue disuelto.

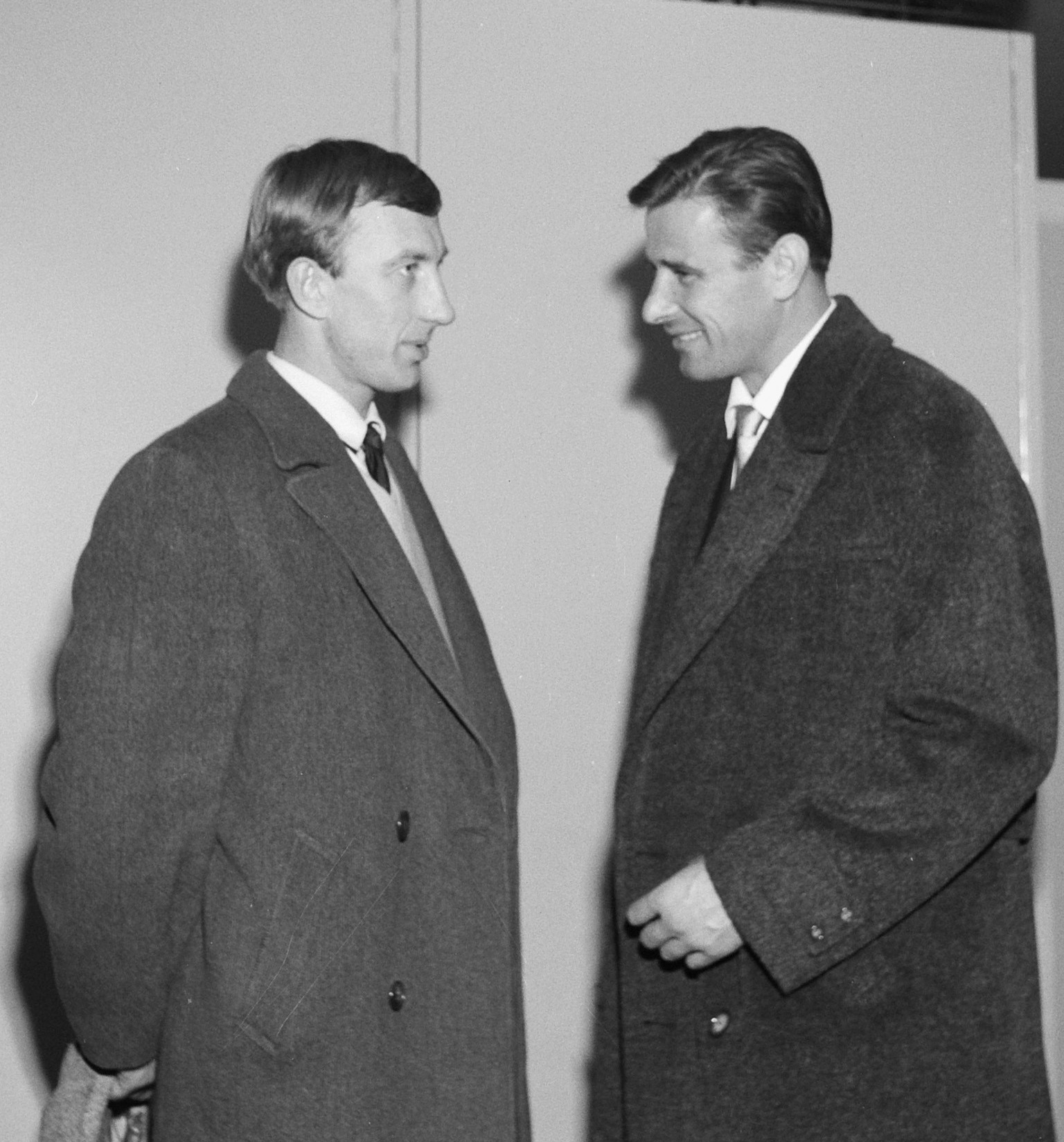
Ígor Netto y Lev Yashin, capitanes del Spartak y Dinamo Moscú, respectivamente. Ambos simbolizan la gran rivalidad entre los dos equipos durante los años 1950 y 1960.

Con el principal competidor fuera del torneo, muchos equipos tuvieron la esperanza de ganar el campeonato en 1952. A partir de agosto, el Spartak comenzó a dominar la clasificación y, después de nueve jornadas con siete victorias y dos empates, el equipo se hizo matemáticamente con el campeonato, que constó de trece jornadas. En la copa llegó a la final, donde fue superado por el Torpedo. La temporada siguiente fue otra lucha por el título entre el Spartak y el Dinamo Tbilisi, que acabó con un nuevo triunfo del Spartak, el segundo consecutivo y el quinto en su historia.
El CDSA tuvo que esperar a la muerte de Stalin para reaparecer en el fútbol soviético en 1954, que regresó con los exjugadores del Spartak Borís Razinski y Anatoli Bashashkin. Estos fueron sustituidos por el lituano Vladas Tučkus y Mechislav Selitski. La nueva temporada del Spartak parecía ser la del tercer campeonato consecutivo, pero en el medio de la temporada, el equipo perdió inesperadamente dos partidos importantes ante el Trudovýe Rezérvy (Reservas Laborales) de Leningrado (1–2) y el Dinamo Moscú (0–1). Como resultado, el equipo, que poseía una equipo más fuerte, perdió el campeonato. Esa temporada, el Spartak sufrió las lesiones de jugadores muy importantes, como Simonyan, Igor Netto, Nikolái Tíshchenko y Nikolái Deméntiev.
El fracaso de la temporada en 1954 llevó a la renuncia del entrenador Sokolov y a la llegada del Nikolái Guliáyev. Además, 15 años después regresó de su exilio en Kazajistán el legendario Nikolái Stárostin, que asumió el cargo de presidente del club. En el aspecto deportivo, el Spartak volvió a protagonizar otra pelea por el título con el Dinamo Moscú de Lev Yashin, que conquistó las ligas de 1954 y 1955, en las que el Spartak acabó segundo, superado por su gran rival. La trayectoria se invirtió en 1956, cuando el Spartak se proclamó campeón de liga con una autoritaria temporada. De hecho, la selección soviética que ganó el oro de los Juegos Olímpicos de Melbourne 1956 estaba compuesta principalmente por jugadores del Spartak. Esto fue un aliciente para el título de liga de 1957, pero nuevamente el campeonato volvió a pasar a las filas del Dinamo, que sacó ocho puntos de ventaja al Torpedo y Spartak.
Sin embargo, 1958 fue un año histórico para el club rojo y blanco. El campeonato tuvo que ser detenido por la celebración de la Copa del Mundo de 1958 en Suecia, donde Spartak y Dinamo Moscú acapararon gran parte de los jugadores del equipo soviético que cayó en cuartos de final ante los anfitriones. Tras la reanudación, el Spartak venció a sus rivales del Dinamo y del CSKA que le auparon al liderato. Una serie de derrotas hacia el final del campeonato propiciaron que el Dinamo Moscú llegase líder a la última jornada con un punto de ventaja sobre sus grandes rivales. El Spartak visitó el estadio Lenin de Kiev para medirse al Dinamo Kiev y venció gracias a un gol de Nikita Simonián a falta de doce segundos para el final. Los ucranianos presentaron una queja formal y el partido tuvo que repetirse el 8 de noviembre, pero el Spartak volvió a vencer (2–3) y se proclamó campeón de liga. En la copa hizo lo propio en la final ante el Torpedo y se hizo, así, con el primer doblete de su historia.
Con ese gran éxito llegó un cambio generacional importante para el Spartak. La temporada siguiente en 1959 fue un fracaso, pues finalizaron en sexto lugar. Nikita Simonián y varios jugadores veteranos se retiraron del equipo y llegó una nueva hornada de jóvenes que no lograron los éxitos anteriores del club. Ígor Netto era el único de la anterior edad de oro del Spartak, que junto a Maslenkin y Krútikov fueron los representantes del club en el equipo soviético campeón de la Eurocopa 1960. Simonyan se hizo cargo del equipo como entrenador en ese mismo año y fue bajo su dirección que el Spartak se proclamó campeón de liga en 1962 tras volver a superar al Dinamo. Fue el fin de una era para el club, que sumó varios años consecutivos sin apenas éxitos (dos copas en 1963 y 1965). En 1966 se retiró del fútbol el gran capitán del Spartak, Ígor Netto.

### Crisis deportiva y descenso a segunda (1967–1977)
El club comenzó una etapa de indecisiones, marcada por otro regreso de Nikolái Guliáyev a los banquillos, que sucedió a Nikita Simonián, quien, no obstante, regresaría apenas dos años después. El Spartak disputó por primera vez competición europea al participar en la Recopa de Europa 1966-67. Eliminó en primera ronda al OFK Belgrado por un contundente 1–6 global, pero en octavos de final cayó ante el Rapid Viena, por un ajustado 1–2 en el cómputo global.
Al comienzo de la temporada 1968 se unieron al equipo Nikolái Kiseliov, Víktor Papáyev y Dzhemal Silagadze. El 16 de abril, los rojo y blancos, después de un inicio no muy exitoso, se impusieron en el derbi moscovita ante el Dinamo (2–1). La victoria fue clave en la mejoría del estado del equipo, que encadenó cinco victorias consecutivas. Sin embargo, una dolorosa derrota ante otro de sus grandes rivales locales, el Torpedo de Eduard Streltsov (1–5), y la derrota ante el Dinamo Moscú en la segunda vuelta, entre otras derrotas, llevaron al equipo a conformarse con el segundo puesto, a cinco puntos del Dinamo Kiev, rival que comenzó a imponer un dominio importante en el fútbol soviético. Ambos protagonizaron otra lucha hasta el final por el campeonato en 1969, pero esta vez fue el Spartak quien consiguió hacerse con el noveno título de liga al mantener la base del equipo del año anterior. Nikolai Osyanin fue el máximo goleador del torneo con 16 goles. Anzor Kavazashvili, uno de los mejores porteros del país, fue otro de los hombres clave en el éxito de esa temporada.
La década de 1970 fue un período de luces y sombras para el equipo moscovita, especialmente en el campeonato de liga. En 1971 se proclamó campeón de copa al derrotar al SKA Rostov del Don. El Spartak necesitó de un partido de desempate tras el 2–2 del primer encuentro en el estadio V. I. Lenin de Moscú. El encuentro definitivo se disputó el 8 de agosto de 1971 en el mismo estadio y venció el equipo rojo y blanco con un solitario gol de Nikolái Kiseliov. Por otra parte, esa temporada el Spartak debutó en la máxima competición europea, la Copa de Europa, pero fue eliminado en primera ronda ante el FC Basel (4–4) por la regla de los goles anotados como visitante.
Otra nueva etapa de Nikolái Guliáyev en los banquillos del Spartak dio, esta vez, buenos resultados para los moscovitas. La Recopa de Europa 1972-73 fue una prueba de ello, en la que el Spartak completó su mejor actuación europea hasta la fecha. En primera ronda eliminó al FC Den Haag y en segunda ronda se deshizo del Atlético de Madrid en una emocionante eliminatoria que acabó con empate a cinco goles, que clasificó al equipo soviético por el doble valor de goles anotados fuera de casa (3–4 en Madrid para los moscovitas y 1–2 en el estadio Dinamo para los madrileños). En cuartos de final el AC Milan derrotó al Spartak por un global de 2–1, equipo que a la postre sería el campeón del torneo. En la liga, el mejor resultado de la nueva era Guliáyev fue el subcampeonato logrado en 1974, un punto solo por debajo del campeón, el Dinamo Kiev.
Anatoli Krútikov, histórico defensa del Spartak con más de doscientos partidos en primera división y miembro del equipo soviético campeón de la Eurocopa 1960, fue nombrado entrenador del club en 1976 tras la destitución de Guliáyev por malos resultados. Abandonaron el equipo varios jugadores y Osyanin estuvo lesionado parte del torneo. A la plantilla se unieron entonces dos jóvenes jugadores que más tarde serían dos leyendas del club, Vaguiz Jidiatulin y Oleg Romántsev, pero debutantes en ese momento en el fútbol profesional. Esa temporada la liga volvió al antiguo sistema de campeonato de primavera y otoño. En el primero de ellos el Spartak acabó antepenúltimo con solo diez puntos en 15 encuentros, mientras que en el torneo de otoño sumó trece puntos en el mismo número de partidos, lo que significaba el descenso del Spartak a segunda división por primera vez en su historia.
Nikolái Stárostin fichó a un entrenador con gran experiencia en primera y en la selección para devolver al Spartak a la élite rápidamente. El elegido fue Konstantín Béskov, una leyenda del Dinamo como goleador. Béskov realizó una importante revolución en la plantilla del club al vender a Nikolái Abrámov, Yuri Pilipko y Vladímir Redin, entre otros; Nikolái Osianin se retiró del fútbol. Llegaron al club Mijaíl Bulgakov, Aleksandr Prójorov, Serguéi Shavlo, Gueorgui Yártsev y Serguéi Rodiónov, que se adaptaron muy bien al equipo y cumplieron con el objetivo de devolver al Spartak a la Soviet Top Liga tras solo un año en segunda división, pero de dura lucha contra el Pajtakor Tashkent y el Nistru Kishinev.
Pese a estar en segunda división, el Spartak continuó atrayendo más aficionados a sus partidos que los restantes equipos moscovitas en primera (CSKA, Torpedo, Lokomotiv y Dinamo), con una media de 19 330 espectadores en sus partidos como local. Estos fueron disputados en el estadio Lokomotiv, de menor capacidad, en lugar del estadio Central Lenin, que estaba siendo remodelado para acoger los Juegos Olímpicos de 1980 en Moscú.

### Segunda edad dorada y fin de la era soviética (1978–1991)
El Spartak volvió en 1978 a disputar el campeonato nacional de liga, pero su inicio fue muy titubeante: después de las primeras seis jornadas, el equipo ocupaba el último lugar. Pronto comenzaron a surgir distensiones en la plantilla y Yevgueni Lovchev decidió aceptar una oferta del eterno rival, el Dinamo. El entrenador Konstantín Béskov perdió la paciencia con el portero Aleksandr Prójorov, tras una serie de partidos sin éxito, y decidió fichar al joven Rinat Dasáyev. También en esa temporada debutó otra futura leyenda del club, Fiódor Cherenkov. Finalmente el Spartak acabó en quinto lugar, lo que fue considerado un buen resultado, teniendo en cuenta que acababa de regresar a la élite del fútbol soviético y el mal inicio de campeonato. Este mismo equipo se proclamó campeón de la liga soviética en 1979 al superar en la tabla a un combativo Shajtar Donetsk por dos puntos.

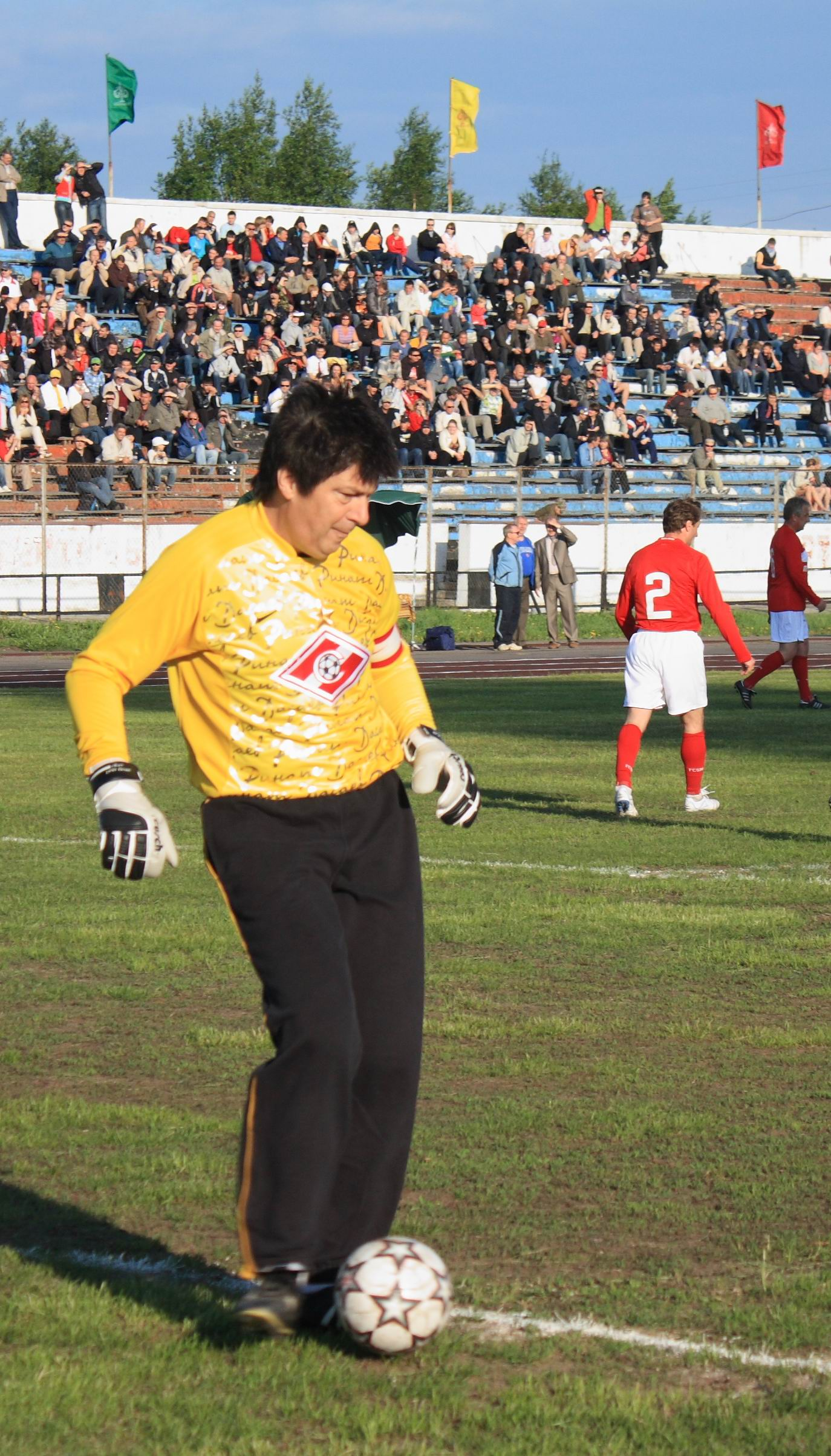
Rinat Dasáyev, una de las leyendas del Spartak.

Como campeón soviético, el Spartak participó en la Copa de Europa 1980-81, que firmó una buena actuación. En primera ronda goleó al Jeunesse Esch con un global de 9-0, mientras que en segunda ronda eliminó con más problemas al Esbjerg fB (3-2). En cuartos de final se midió al Real Madrid de Vujadin Boškov, contra el que jugó el partido de ida en el estadio Dynamo Lenin de Tiflis y en el que el resultado fue de empate sin goles. La vuelta en el estadio Santiago Bernabéu fue muy igualada e Isidro Díaz, con un doblete en los minutos 70 y 80, decidió la eliminatoria.
Konstantín Béskov dirigió al Spartak durante prácticamente toda la década de 1980, en la que destacó la superioridad del Dinamo Kiev, que protagonizó grandes duelos con el Spartak en el conocido como derbi soviético, al tratarse de los dos clubes más seguidos de Moscú y Kiev, capitales de las repúblicas rusa y ucraniana. En seis campeonatos, el Spartak acabó subcampeón en cinco de ellos, la mayoría superado por el Dinamo de Valeri Lobanovski. Beskov llevó al Spartak a los cuartos de final de la Copa de la UEFA 1983-84, eliminado por el RSC Anderlecht, subcampeón del torneo, por un ajustado 4–3 en el global. Anteriormente los moscovitas eliminaron al HJK (7–0), Aston Villa (4–3) y Sparta Rotterdam (3–1). Uno de los peores momentos de este periodo fue la tragedia de Luzhnikí, cuando 300 aficionados moscovitas fallecieron durante una avalancha en un partido de Copa de la UEFA ante el Haarlem en 1982.
En 1987 el Spartak se proclamó campeón al superar en la tabla al Dnipro Dnipropetrovsk. Este fue el último título de liga conquistado por Béskov y en el equipo ya aparecieron jóvenes futbolistas que comandarían la segunda edad dorada del club apenas unos años después, como Aleksandr Mostovói, Valeri Shmárov o el meta Stanislav Cherchésov. Dos años después llegó a los banquillos Oleg Romántsev, que consiguió la 12.ª liga soviética del Spartak en su debut en 1989 e introdujo en el equipo a Ígor Shalímov y Dmitri Popov. En 1991 terminó segundo en la tabla en un campeonato que ganó el CSKA de Pável Sadyrin, torneo que sería el último de la era soviética tras la disolución del país.
Una de las actuaciones más recordadas del Spartak en la Copa de Europa fue la que protagonizó en la edición de 1990-91. En primera ronda se deshizo del Sparta Praga por un contundente 4–0 en el global y en segunda ronda eliminó en los penaltis a uno de los favoritos al título, el Napoli de Diego Armando Maradona. Tanto en el Stadio San Paolo en la idea como en el estadio Central Lenin en la vuelta el marcador fue de empate sin goles. En la tanda de penaltis los rusos anotaron todos sus lanzamientos, pero el fallo de Marco Baroni marcó el final para los italianos. En cuartos de final se enfrentaron a otro de los candidatos, el Real Madrid de la Quinta del Buitre, entrenado por Alfredo Di Stéfano. El Spartak aguantó en Moscú y empató a cero, pero en el Santiago Bernabéu el equipo de Romántsev dio una recital de fútbol al imponerse a los blancos por 1–3 con un espectacular partido de Dmitri Rádchenko, autor de dos tantos, pese a empezar perdiendo con un gol de Emilio Butragueño. La afición madridista despidió a los jugadores del Spartak con una ovación del estadio y Di Stéfano renunció a su cargo por esta derrota. En semifinales, en cambio, se vio superado por el Olympique Marsella por un resultado global de 2–5.

### Romántsev y dominio de la liga rusa (1992–presente)
El final de la era soviética acabó con el CSKA como campeón de liga y el Spartak como subcampeón, además de haber firmado una gran actuación en su última participación de la Copa de Europa con una base de jugadores jóvenes y de gran talento, dirigidos por Oleg Romántsev. El técnico ruso logró retener la mayor parte de la estructura de ese equipo e incluso lo mejoró con jugadores como Víktor Onopko, Valeri Karpin, Ígor Lediájov, Vladímir Beschástnyj o Andréi Tíjonov.

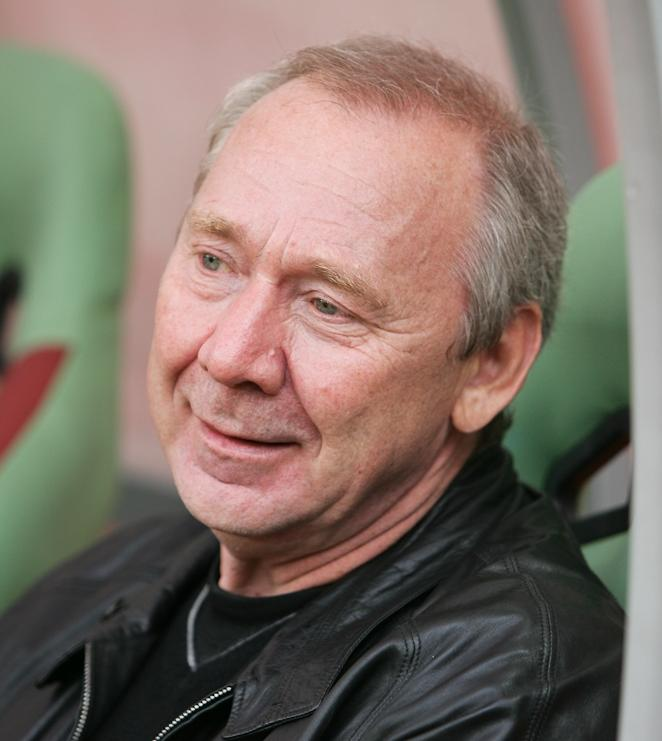
Oleg Romántsev, el entrenador más laureado de la historia del Spartak.

El Spartak fue uno de los clubes fundadores de la nueva e independiente liga rusa de 1992, que constó de 20 equipos y fue conquistada de forma clara por el equipo moscovita, que sumó siete puntos más que el segundo, el Spartak Vladikavkaz. El equipo consiguió el doblete al ganar, también, el torneo de copa. Sin embargo, no fue la Copa de Rusia, sino la última edición de la Copa soviética, pese a que el país como tal ya no existía. El torneo comenzó en 1991, aún bajo la gestión de la federación soviética, que fue eliminada tras la disolución del país, y fue la Unión de Fútbol de Rusia quien se encargó de terminar de conducir la competición. La final se disputó el 10 de mayo de 1992 en Luzhnikí y el Spartak venció por dos goles a cero, tantos obra de Vladímir Beschástnyj.

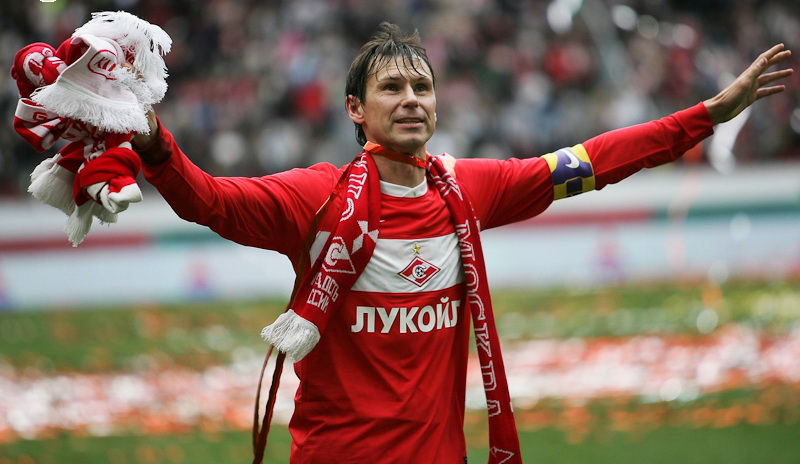
Yegor Titov, capitán del Spartak entre 2001-2004 y 2006-2008.

Los hombres de Romántsev participaron en la Recopa de Europa 1992-93 como campeones de la última edición de la copa soviética y volvieron a protagonizar otra gesta europea en la que se quedaron a las puertas de disputar la final. En primera ronda se deshicieron sin problemas del Avenir Beggen luxemburgués (5–1) y en segunda ronda se enfrentaron al Liverpool. En Moscú derrotaron a los ingleses con un 4–2 animado en los minutos finales, pero en Anfield Romántsev ofreció una nueva lección táctica como ante el Real Madrid la temporada anterior y venció 0–2 con goles de Rádchenko y Andréi Piatnitski. En cuartos de final derrotó al Feyenoord con un 4–1 en el global y en semifinales se emparejó con el Royal Antwerp, rival de menor entidad que los anteriores a los que había eliminado. El Spartak venció en Moscú con un solitario gol de Piatnitski y la vuelta en Bélgica comenzó de forma inmejorable con un tanto de Rádchenko a los diez minutos. Sin embargo, los belgas empataron y consiguieron el gol que les daba el pase a la final tras un penalti convertido por Lehnhoff a doce minutos del final.
Durante los años siguientes el Spartak no dejó de acumular títulos y participaciones en la recién transformada Liga de Campeones de la UEFA. Romantsev perdió hombres clave, fichados por equipos de las principales ligas europeas, pero la capacidad de regenerar el equipo fue asombrosa con la llegada de futbolistas del nivel de Yuri Nikíforov, Iliá Tsymbalar, Dmitri Alénichev o Yegor Titov. Desde 1992 hasta 2001, el club moscovita sumó nueve campeonatos de liga y solo la sorprendente victoria del Spartak-Alania Vladikavkaz en el campeonato de 1995 evitó que fuesen diez títulos de liga consecutivos. La apertura económica y llegada del capitalismo a Rusia influyó también al fútbol ruso y comenzaron a llegar los primeros futbolistas no europeos a los clubes. El delantero brasileño Luis Robson fue un ejemplo, que llegó a acumular más de un centenar de partidos de liga con los spartachi.
Oleg Romántsev dejó el Spartak en junio de 2003, con en el equipo en un mal momento de forma pese a contar con el delantero Román Pavliuchenko, fichado esa misma temporada del Rotor y máximo goleador del equipo en las siguientes temporadas. La marcha de Romántsev nunca llegó a ser bien cubierta por los continuos entrenadores que pasaron por el club y el Spartak no volvió a sumar ningún título a su palmarés, pese a que fue subcampeón en tres ediciones consecutivas, y perdió fuerza en el fútbol ruso, que pasó a ser dominado por el Zenit, Rubin Kazán y CSKA. La dirección apostó por entrenadores extranjeros como Nevio Scala o Michael Laudrup, pero no llegaron a completar más de un año cada uno. La leyenda del club moscovita Valeri Karpin se hizo cargo del Spartak en varios periodos, como entrenador interino o definitivo, en los que logró dos subcampeonatos de liga.

## Símbolos

### Escudo
El escudo de la sociedad deportiva Spartak desde fue creado en 1935 por Nikolái Stárostin y consiste en un diamante rojo con adornos en blanco, con la letra «C» cirílica en el centro, a través de la cual cruza una franja blanca. Entonces, la franja blanca cruzaba en diagonal de izquierda a derecha. En 1949 la franja blanca del interior cambió de dirección.

Escudo tradicional del Spartak desde 1935 hasta 1997.

En 1987 la sociedad deportiva Spartak fue abolida y el único propietario de los derechos sobre el escudo pasó a ser, en 1989, el FC Spartak. Poco después, en 1991, la sociedad Spartak fue restablecida y Nikolái Stárostin le devolvió los derechos sobre el escudo. En 1996 falleció Stárostin y la sociedad decidió vender los derechos del escudo del Spartak. En 1998 el club decidió cambiar el escudo oficial, en primer lugar, por motivos económicos. El nuevo diseño del escudo simplemente incluyó un balón de fútbol dentro de la «C» y las tonalidades de rojo también fueron modificadas. En 2002 el club adquirió el derecho de colocar una estrella de oro sobre el emblema del club, que simboliza los cinco campeonatos de liga de Rusia que ganó hasta 1997, pero en el momento de poner la estrella contaba ya con nueve.
El 10 de junio de 2013 en la asamblea general de los clubes de fútbol de Rusia de la Liga Premier, se decidió que los títulos de campeones soviéticos también se incluirían en los escudos, por lo que el Spartak Moscú podía colocar cuatro estrellas de oro sobre el emblema del club. Ese mismo día se informó que el Spartak volvería a diseñar un nuevo escudo, que fue presentado el 26 de junio. El nuevo emblema cuenta con las cuatro estrellas sobre el tradicional diamante con un nuevo color rojo. La «C» y el balón fueron también rediseñados y coloreados del mismo rojo que el resto del escudo.

### Himno
El himno oficial del Spartak fue presentado en 2010, compuesto por el músico Víktor Dróbysh y con letras de Román Yemeliánov:
| Спартак, Спартак Москва! Это больше чем жизнь, это наша судьба. Спартак! Пусть бог хранит тебя в красно-белых сердцах всегда И до конца. В сиянии звёзд твоих слава прежних побед, слава будущих битв. Спартак! Пусть бог тебя хранит! Рядом наших рядов гранит. И победит Спартак! | ¡Spartak, Spartak Moscú! Eres más que la vida, eres nuestro destino. ¡Spartak! Que Dios te guarde en nuestros corazones rojos y blancos Siempe y hasta el fin. El brillo de tus estrellas son la gloria de victorias antiguas y de batallas venideras. ¡Spartak! ¡Que Dios te proteja! Cerca está el granito de nuestras filas. ¡Y ganará el Spartak! |

## Indumentaria
|  | Para un completo desarrollo véase Historia del uniforme del Spartak de Moscú |

| Primero | (Ver evolución) | Actual |

## Estadio

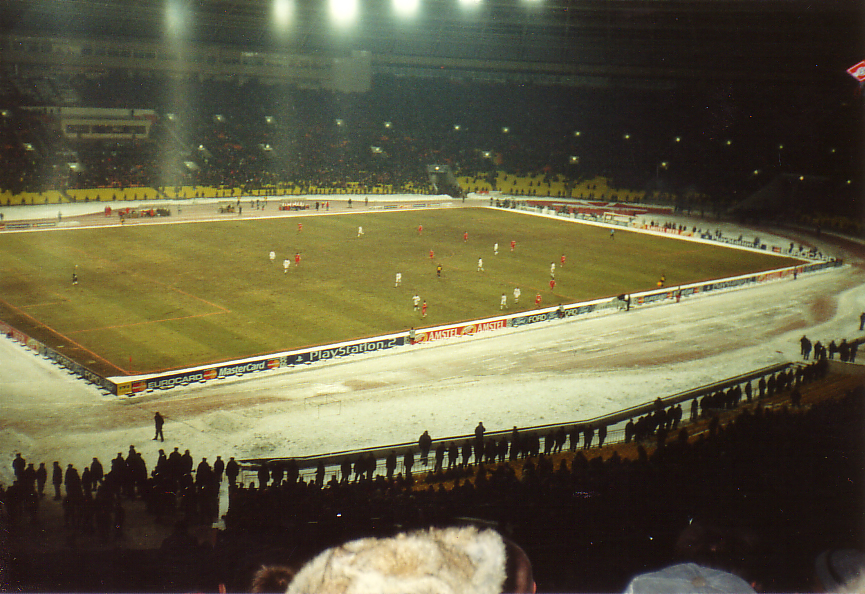
El Spartak durante un partido de Liga de Campeones en Luzhnikí.

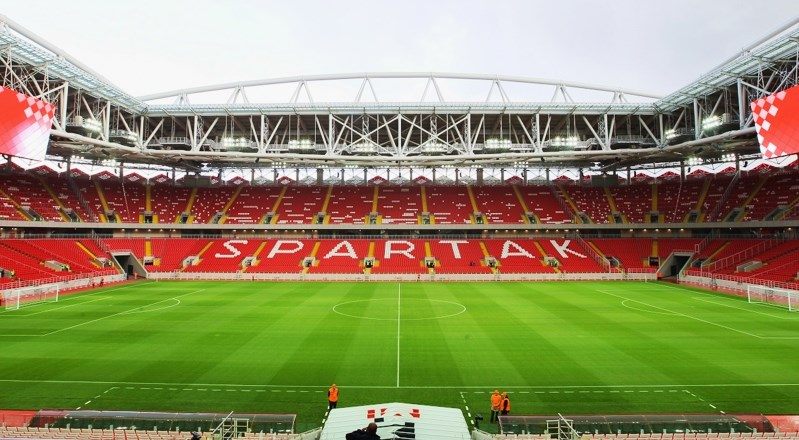
Interior del nuevo Otkrytie Arena.

El Spartak nunca tuvo un estadio propio hasta 2014, habiendo ocupado varios estadios moscovitas a lo largo de su historia, como en el estadio Lokomotiv y, principalmente, en el estadio Olímpico Luzhnikí, el más grande de Rusia, inaugurado en 1956 y con capacidad para 84 745 espectadores. Después de la compra del club por Andrei Chervichenko a principios de 2000, se hicieron algunas declaraciones sobre la construcción de un estadio, pero no se llegó a concretar ningún proyecto.
En 2003 el club fue adquirido por Leonid Fedun, empresario de Lukoil, y en ese momento sí se tomaron medidas reales para promover el proyecto del nuevo estadio. En 2006 el Ayuntamiento de Moscú había asignado al Spartak una parcela de 28,3 hectáreas para la construcción del estadio en el antiguo Aeródromo Túshino. La cantidad necesaria para la inversión en construcción en el inicio del diseño fue de unos 150 millones de euros. El acto oficial de la primera piedra tuvo lugar el 2 de junio de 2007 y el 19 de febrero de 2013 se anunció que, como resultado del acuerdo con el banco Otkrytie, el estadio recibiría este nombre durante los próximos seis años.
El Otkrytie Arena fue inaugurado el 5 de septiembre de 2014 con la celebración de un partido amistoso contra el Estrella Roja de Belgrado. El estadio tiene una capacidad par 45.360 espectadores sentados, con césped natural y todos los requerimientos de la UEFA. En las instalaciones hay una estatua en honor a Espartaco, símbolo del club, y otra con los hermanos Starostin, los fundadores del Spartak.
El club también cuenta con otras infraestructuras en Moscú, el estadio Spartakovets N. P. Starostin, un pequeño estadio de fútbol construido en 1961 donde entrena el equipo y juegan sus juveniles y el equipo reserva.

## Rivalidades y afición

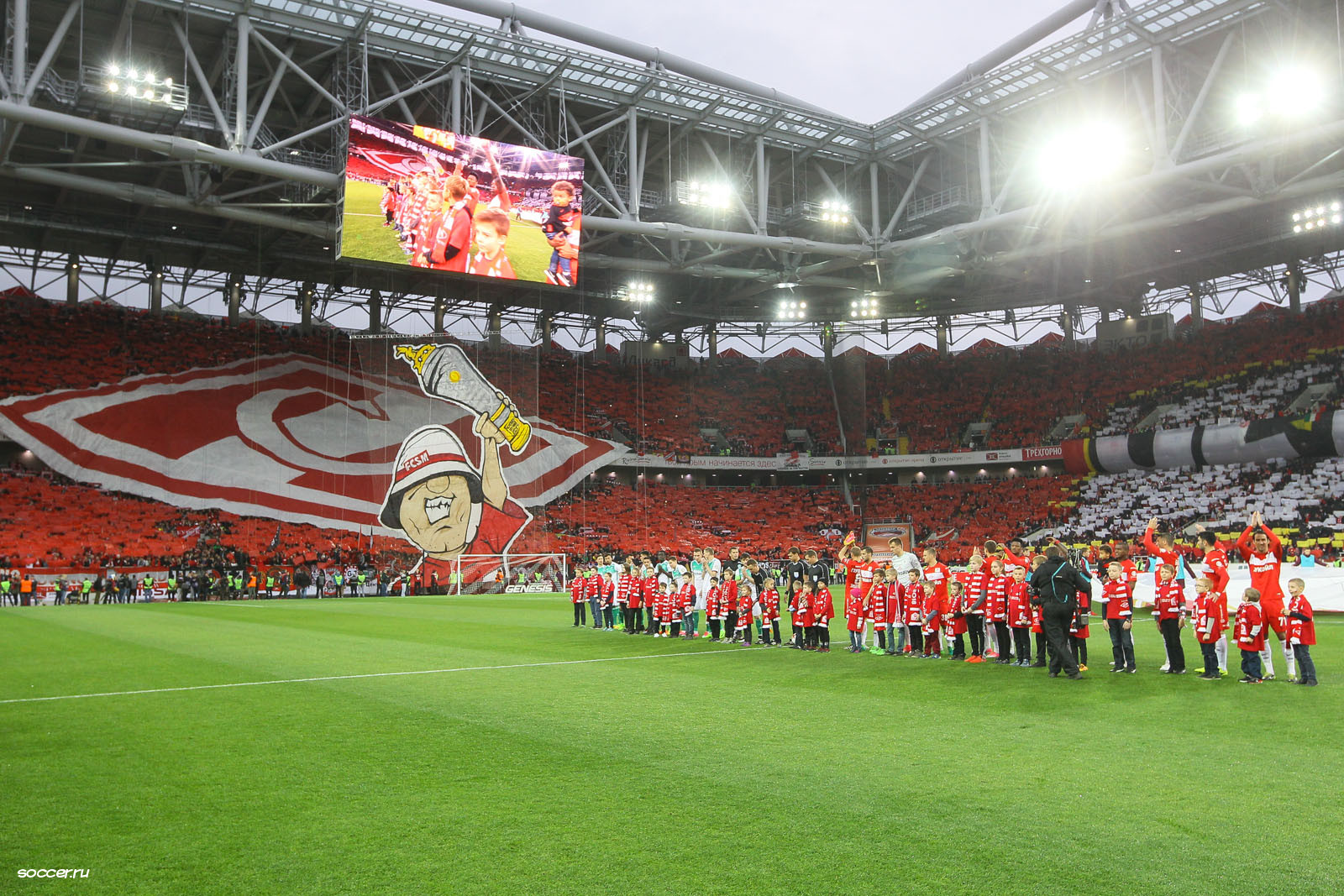
El grupo ultra Fratria realizando un mosaico antes de un partido del Spartak.

El principal rival del Spartak es el CSKA de Moscú, ya que en la Unión Soviética el Spartak era el "equipo del pueblo" mientras que el CSKA era el equipo del ejército y el más potente de la URSS ya que podía llamar a filas en cualquier momento a un jugador de cualquier otro club de la liga. Los duelos entre Spartak y CSKA son unos de los más seguidos en todo el país. El segundo equipo con el que mantiene gran rivalidad es el FC Dinamo de Moscú, otro de los clubes moscovitas. Sin embargo estos enfrentamientos han perdido la rivalidad que tenían en los tiempos soviéticos debido a los pobres resultados del Dinamo en los últimos años. Los partidos frente al Lokomotiv y, más recientemente, frente al Zenit San Petersburgo atraen a muchos seguidores en todo el país. Fuera de Rusia pero con un pasado soviético común y manteniendo viva la polémica entre rusos y ucranianos, está la rivalidad con el Dinamo de Kiev, los dos clubes con más ligas soviéticas, en los partidos que éstos juegan en las competiciones europeas de la UEFA.
A menudo la canción soviética "Katiusha" y otras canciones populares rusas son cantadas en el estadio por los aficionados para apoyar al equipo.

## Apodos
Históricamente el club es conocido como Krasno-Belie («rojiblancos») y Naródnaya komanda («el equipo del pueblo»). Fue uno de los clubes de fútbol más populares de la Unión Soviética y en Rusia, ya que su fundación no estuvo sujeta a ningún organismo o institución del gobierno soviético, sino que fue parte de la sociedad deportiva Spartak, nombrada así en honor al esclavo romano Espartaco.
El equipo y seguidores son también conocidos como Myaso (literalmente, «carne»). El origen de este apodo pertenece a la época de la fundación del club, en la década de 1920, ya que el equipo fue rebautizado varias veces, de Club Deportivo de Moscú a Red Presnia (por el nombre de uno de los distritos de Moscú) a Pischevik («trabajadores de la industria de alimentos») a Promkooperatsia («cooperación industrial») y finalmente a Spartak Moscú en 1935. Durante muchos años el equipo estaba bajo el patrocinio de una de las fábricas de alimentos Moscú que trataban de productos cárnicos.
Uno de los lemas más favorito de los aficionados y jugadores es "¿quiénes somos? ¡Somos la carne!" (en ruso: "Кто мы? Мясо!", "Kto my? Myaso").

## Entrenadores
- Antonin Fivebr (1936)
- Mikhail Kozlov (1936–1937)
- Konstantin Kvashnin (1937–1938)
- Pyotr Popov (1938–1939)
- Vladimir Gorokhov (1940)
- Pyotr Popov (1941)
- Vladimir Gorokhov (1942–1943)
- Konstantin Kvashnin (1944)
- Pyotr Isakov (1945)
- Albert Vollrat (1945–1947)
- Konstantin Kvashnin (1948)
- Abram Dangulov (1949–1951)
- Georgi Glazkov (junio 1951–diciembre 1951)
- Vasily Sokolov (1952–1954)
- Nikolay Gulyaev (1955–1959)
- Nikita Simonyan (1960–1965)
- Nikolay Gulyaev (1966)
- Sergei Salnikov (enero–julio 1967)
- Nikita Simonyan (julio 1967–diciembre 1972)
- Nikolay Gulyaev (1973–1975)
- Anatoly Krutikov (1976)
- Konstantin Beskov (1 de enero de 1977–31 de diciembre de 1988)
- Oleg Romantsev (1 de enero de 1989–31 de diciembre de 1995)
- Georgi Yartsev (1 de enero de 1996–31 de diciembre de 1996)
- Oleg Romantsev (1 de enero de 1997–3 de mayo de 2003)
- Andrei Chernyshov (19 de junio de 2003–1 de septiembre de 2003)
- Vladimir Fedotov (2 de septiembre de 2003–30 de noviembre de 2003)
- Nevio Scala (10 de diciembre de 2003–15 de septiembre de 2004)
- Aleksandrs Starkovs (10 de octubre de 2004–26 de abril de 2006)
- Vladimir Fedotov (1 de junio de 2006–19 de junio de 2007)
- Stanislav Cherchesov (1 de julio de 2007–14 de agosto de 2008)
- Igor Lediakhov (15 de agosto de 2008–12 de septiembre de 2008)
- Michael Laudrup (9 de septiembre de 2008–15 de abril de 2009)
- Valeri Karpin (16 de abril de 2009–30 de junio de 2012)
- Unai Emery (1 de julio de 2012–25 de noviembre de 2012)
- Valeri Karpin (26 de noviembre de 2012–18 de marzo de 2014)
- Dmitri Gunko (18 de marzo de 2014–31 de mayo de 2014)
- Murat Yakin (16 de junio de 2014–30 de mayo de 2015)
- Dmitri Alenichev (10 de junio de 2015–5 de agosto de 2016)
- Massimo Carrera (5 de agosto de 2016–22 de octubre de 2018)
- Raúl Riancho (22 de octubre de 2018–12 de noviembre de 2018)
- Oleg Kononov (12 de noviembre de 2018–29 de septiembre de 2019)
- Serhiy Kuznetsov (29 de septiembre de 2019–14 de octubre de 2019)
- Domenico Tedesco (14 de octubre de 2019–17 de mayo de 2021)
- Rui Vitória (24 de mayo de 2021–15 de diciembre de 2021)
- Paolo Vanoli (17 de diciembre de 2021–9 de junio de 2022)
- Guillermo Abascal (10 de junio de 2022–14 de abril de 2024)
- Dejan Stanković (16 de mayo de 2024–presente)

## Estadísticas del club

### Unión Soviética
| Temporada | Div. | Pos.                        | PJ                          | PG                          | PE                          | PP                          | GF                          | GC                          | Ptos.                       | Copa   | Europa | Europa | Goleador (liga)                         | Entrenador               |
| --------- | ---- | --------------------------- | --------------------------- | --------------------------- | --------------------------- | --------------------------- | --------------------------- | --------------------------- | --------------------------- | ------ | ------ | ------ | --------------------------------------- | ------------------------ |
| 1936 (p)  | 1D   | 3                           | 6                           | 3                           | 1                           | 2                           | 12                          | 7                           | 13                          | -      | -      | -      | Glazkov – 4                             | Kozlov                   |
| 1936 (o)  | 1D   | 1                           | 7                           | 4                           | 2                           | 1                           | 19                          | 10                          | 17                          | CF     | -      | -      | Glazkov – 7                             | Kozlov                   |
| 1937      | 1D   | 2                           | 16                          | 8                           | 5                           | 3                           | 24                          | 16                          | 37                          | R16    | -      | -      | Rumyantsev – 8                          | Kvashnin                 |
| 1938      | 1D   | 1                           | 25                          | 18                          | 3                           | 4                           | 74                          | 19                          | 39                          | C      | -      | -      | Sokolov – 18                            | Kvashnin P.Popov         |
| 1939      | 1D   | 1                           | 26                          | 14                          | 9                           | 3                           | 58                          | 23                          | 37                          | C      | -      | -      | Semiónov – 18                           | P.Popov                  |
| 1940      | 1D   | 3                           | 24                          | 13                          | 5                           | 6                           | 54                          | 35                          | 31                          | -      | -      | -      | Semyonov – 13 Kornilov – 13             | Gorojov                  |
| 1944      | 1D   | No hubo competición de liga | No hubo competición de liga | No hubo competición de liga | No hubo competición de liga | No hubo competición de liga | No hubo competición de liga | No hubo competición de liga | No hubo competición de liga | SF     | -      | -      | -                                       | Kvashnin                 |
| 1945      | 1D   | 10                          | 22                          | 6                           | 3                           | 13                          | 22                          | 44                          | 15                          | R16    | -      | -      | Timakov – 7                             | Isakov Wohlrat           |
| 1946      | 1D   | 6                           | 22                          | 8                           | 5                           | 9                           | 38                          | 40                          | 21                          | C      | -      | -      | Sálnikov – 9                            | Wohlrat                  |
| 1947      | 1D   | 8                           | 24                          | 6                           | 9                           | 9                           | 34                          | 26                          | 21                          | C      | -      | -      | Deméntiev – 9                           | Wohlrat                  |
| 1948      | 1D   | 3                           | 26                          | 18                          | 1                           | 7                           | 64                          | 34                          | 37                          | F      | -      | -      | Konov – 15                              | Kvashnin                 |
| 1949      | 1D   | 3                           | 34                          | 21                          | 7                           | 6                           | 93                          | 43                          | 49                          | SF     | -      | -      | Simonyan – 26                           | Dangúlov                 |
| 1950      | 1D   | 5                           | 36                          | 17                          | 10                          | 9                           | 77                          | 40                          | 44                          | C      | -      | -      | Simonián – 34                           | Dangulov                 |
| 1951      | 1D   | 6                           | 28                          | 13                          | 5                           | 10                          | 50                          | 35                          | 31                          | CF     | -      | -      | Simonyan – 10                           | Dangulov Gorojov Glazkov |
| 1952      | 1D   | 1                           | 13                          | 9                           | 2                           | 2                           | 26                          | 12                          | 20                          | F      | -      | -      | Paramónov – 8                           | Sokolov                  |
| 1953      | 1D   | 1                           | 20                          | 11                          | 7                           | 2                           | 47                          | 15                          | 29                          | CF     | -      | -      | Simonyan – 14                           | Sokolov                  |
| 1954      | 1D   | 2                           | 24                          | 14                          | 3                           | 7                           | 49                          | 26                          | 31                          | R16    | -      | -      | Ilyin – 11                              | Sokolov                  |
| 1955      | 1D   | 2                           | 22                          | 15                          | 3                           | 4                           | 55                          | 27                          | 33                          | SF     | -      | -      | Parshin – 13                            | Guliáyev                 |
| 1956      | 1D   | 1                           | 22                          | 15                          | 4                           | 3                           | 68                          | 28                          | 34                          | -      | -      | -      | Simonyan – 16                           | Gulyaev                  |
| 1957      | 1D   | 3                           | 22                          | 11                          | 6                           | 5                           | 43                          | 28                          | 28                          | F      | -      | -      | Simonián – 12                           | Gulyaev                  |
| 1958      | 1D   | 1                           | 22                          | 13                          | 6                           | 3                           | 55                          | 28                          | 32                          | C      | -      | -      | Ilin – 19                               | Gulyaev                  |
| 1959      | 1D   | 6                           | 22                          | 8                           | 8                           | 6                           | 32                          | 28                          | 24                          | -      | -      | -      | Isaev – 8                               | Gulyaev                  |
| 1960      | 1D   | 7                           | 30                          | 15                          | 7                           | 8                           | 52                          | 32                          | 37                          | R16    | -      | -      | Ilyin – 13                              | Simonián                 |
| 1961      | 1D   | 3                           | 30                          | 16                          | 8                           | 6                           | 57                          | 34                          | 40                          | R16    | -      | -      | Jusaínov – 14                           | Simonyan                 |
| 1962      | 1D   | 1                           | 32                          | 21                          | 5                           | 6                           | 61                          | 25                          | 47                          | R16    | -      | -      | Sevidov – 16                            | Simonyan                 |
| 1963      | 1D   | 2                           | 38                          | 22                          | 8                           | 8                           | 65                          | 33                          | 52                          | C      | -      | -      | Sevídov – 15                            | Simonyan                 |
| 1964      | 1D   | 8                           | 32                          | 12                          | 8                           | 12                          | 34                          | 32                          | 32                          | SF     | -      | -      | Sevidov – 6                             | Simonyan                 |
| 1965      | 1D   | 8                           | 32                          | 10                          | 12                          | 10                          | 28                          | 26                          | 32                          | C      | -      | -      | Jusaínov – 5 Reingold – 5               | Simonyan                 |
| 1966      | 1D   | 4                           | 36                          | 15                          | 12                          | 9                           | 45                          | 41                          | 42                          | CF     | -      | -      | Osyanin – 15                            | Gulyaev                  |
| 1967      | 1D   | 7                           | 36                          | 13                          | 14                          | 9                           | 38                          | 30                          | 40                          | R32    | RE     | R16    | Jusaínov – 8                            | Salnikov Simonyan        |
| 1968      | 1D   | 2                           | 38                          | 21                          | 10                          | 7                           | 64                          | 43                          | 52                          | R32    | -      | -      | Jusaínov – 14                           | Simonyan                 |
| 1969      | 1D   | 1                           | 32                          | 24                          | 6                           | 2                           | 51                          | 15                          | 54                          | R32    | -      | -      | Osyanin – 16                            | Simonyan                 |
| 1970      | 1D   | 3                           | 32                          | 12                          | 14                          | 6                           | 43                          | 25                          | 38                          | CF     | -      | -      | Jusaínov – 12                           | Simonyan                 |
| 1971      | 1D   | 6                           | 30                          | 9                           | 13                          | 8                           | 35                          | 31                          | 31                          | C      | CE     | R32    | Kiselyov – 5 Silagadze – 5 Piskarev – 5 | Simonyan                 |
| 1972      | 1D   | 11                          | 30                          | 8                           | 10                          | 12                          | 29                          | 30                          | 26                          | F      | UEFA   | R32    | Papaev – 4 Andreev – 4 Piskarev – 4     | Simonyan                 |
| 1973      | 1D   | 4                           | 30                          | 14                          | 8                           | 8                           | 37                          | 28                          | 31                          | CF     | RE     | CF     | Piskarev – 12                           | Gulyaev                  |
| 1974      | 1D   | 2                           | 30                          | 15                          | 9                           | 6                           | 41                          | 23                          | 39                          | CF     | -      | -      | Piskarev – 10                           | Gulyaev                  |
| 1975      | 1D   | 10                          | 30                          | 9                           | 10                          | 11                          | 27                          | 30                          | 28                          | R16    | UEFA   | R64    | Lovchev – 8                             | Gulyaev                  |
| 1976 (p)  | 1D   | 14                          | 15                          | 4                           | 2                           | 9                           | 10                          | 18                          | 10                          | -      | UEFA   | R16    | Pilipko – 2 Lovchev – 2 Bulgákov – 2    | Krutikov                 |
| 1976 (o)  | 1D   | 15                          | 15                          | 5                           | 3                           | 7                           | 15                          | 18                          | 13                          | R32    | -      | -      | Bulgákov – 6                            | Krútikov                 |
| 1977      | 2D   | 1                           | 38                          | 22                          | 10                          | 6                           | 83                          | 42                          | 54                          | R16    | -      | -      | Yártsev – 17                            | Béskov                   |
| 1978      | 1D   | 5                           | 30                          | 14                          | 5                           | 11                          | 42                          | 33                          | 33                          | R16    | -      | -      | Yartsev – 19                            | Beskov                   |
| 1979      | 1D   | 1                           | 34                          | 21                          | 10                          | 3                           | 66                          | 25                          | 50                          | Previa | -      | -      | Yartsev – 14                            | Beskov                   |
| 1980      | 1D   | 2                           | 34                          | 18                          | 9                           | 7                           | 49                          | 26                          | 45                          | SF     | -      | -      | Rodionov – 7                            | Beskov                   |
| 1981      | 1D   | 2                           | 34                          | 19                          | 8                           | 7                           | 70                          | 40                          | 46                          | F      | CE     | CF     | Gavrilov – 21                           | Beskov                   |
| 1982      | 1D   | 3                           | 34                          | 16                          | 9                           | 9                           | 59                          | 35                          | 41                          | Previa | UEFA   | R32    | Shavlo – 11                             | Beskov                   |
| 1983      | 1D   | 2                           | 34                          | 18                          | 9                           | 7                           | 60                          | 25                          | 45                          | R16    | UEFA   | R16    | Gavrilov – 18                           | Beskov                   |
| 1984      | 1D   | 2                           | 34                          | 18                          | 9                           | 7                           | 53                          | 29                          | 45                          | CF     | UEFA   | CF     | Rodionov – 13                           | Beskov                   |
| 1985      | 1D   | 2                           | 34                          | 18                          | 10                          | 6                           | 72                          | 28                          | 46                          | R16    | UEFA   | R16    | Rodionov – 14                           | Beskov                   |
| 1986      | 1D   | 3                           | 30                          | 14                          | 9                           | 7                           | 52                          | 21                          | 37                          | SF     | UEFA   | R16    | Rodionov – 17                           | Beskov                   |
| 1987      | 1D   | 1                           | 30                          | 16                          | 11                          | 3                           | 49                          | 26                          | 42                          | R16    | UEFA   | R16    | Rodionov – 12 Cherenkov – 12            | Beskov                   |
| 1988      | 1D   | 4                           | 30                          | 14                          | 11                          | 5                           | 40                          | 26                          | 39                          | CF     | UEFA   | R32    | Rodionov – 12                           | Beskov                   |
| 1989      | 1D   | 1                           | 30                          | 17                          | 10                          | 3                           | 49                          | 19                          | 44                          | CF     | CE     | R16    | Rodionov – 16                           | Romantsev                |
| 1990      | 1D   | 5                           | 24                          | 12                          | 5                           | 7                           | 39                          | 26                          | 29                          | R16    | UEFA   | R32    | Shmarov – 12                            | Romantsev                |
| 1991      | 1D   | 2                           | 30                          | 17                          | 7                           | 6                           | 57                          | 30                          | 41                          | CF     | CE     | SF     | Mostovói – 13 Radchenko – 13            | Romantsev                |
| 1992      | -    | -                           | -                           | -                           | -                           | -                           | -                           | -                           | -                           | C      | UEFA   | R32    | -                                       | Romántsev                |

### RusiaRusia
| Temporada | Div. | Pos. | PJ | PG | PE | PP | GF | GC | Ptos. | Copa | Europa  | Europa        | Goleador (liga)                                         | Entrenador                   |
| --------- | ---- | ---- | -- | -- | -- | -- | -- | -- | ----- | ---- | ------- | ------------- | ------------------------------------------------------- | ---------------------------- |
| 1992      | RPL  | 1    | 26 | 18 | 7  | 1  | 62 | 19 | 43    | -    | -       | -             | Rádchenko – 12                                          | Romántsev                    |
| 1993      | RPL  | 1    | 34 | 21 | 11 | 2  | 81 | 18 | 53    | R32  | RE      | SF            | Beschástnyj – 18                                        | Romántsev                    |
| 1994      | RPL  | 1    | 30 | 21 | 8  | 1  | 73 | 21 | 50    | C    | LC      | Grupos        | Beschástnyj – 10                                        | Romántsev                    |
| 1995      | RPL  | 3    | 30 | 19 | 7  | 5  | 76 | 26 | 63    | SF   | LC      | Grupos        | Shmárov – 16                                            | Romántsev                    |
| 1996      | RPL  | 1    | 35 | 22 | 9  | 4  | 72 | 35 | 75    | F    | LC      | CF            | Tíjonov – 16                                            | Yártsev                      |
| 1997      | RPL  | 1    | 34 | 22 | 7  | 5  | 67 | 30 | 73    | CF   | UEFA    | R32           | Kéchinov – 11                                           | Romántsev                    |
| 1998      | RPL  | 1    | 30 | 17 | 8  | 5  | 58 | 27 | 59    | C    | LC UEFA | Previa SF     | Tsymbalar – 10                                          | Romántsev                    |
| 1999      | RPL  | 1    | 30 | 22 | 6  | 2  | 75 | 24 | 72    | R32  | LC      | Grupos        | Tíjonov – 19                                            | Romántsev                    |
| 2000      | RPL  | 1    | 30 | 23 | 1  | 6  | 69 | 30 | 70    | SF   | LC UEFA | Grupos R32    | Titov – 13                                              | Romántsev                    |
| 2001      | RPL  | 1    | 30 | 17 | 9  | 4  | 56 | 30 | 60    | CF   | LC      | Octavos       | Titov – 11 Robson – 11                                  | Romántsev                    |
| 2002      | RPL  | 3    | 30 | 16 | 7  | 7  | 49 | 36 | 55    | R32  | LC      | Grupos        | Beschástnyj – 12                                        | Romántsev                    |
| 2003      | RPL  | 10   | 30 | 10 | 6  | 14 | 38 | 48 | 36    | C    | LC      | Grupos        | Pavliuchenko – 10                                       | Romántsev Chernyshov Fedótov |
| 2004      | RPL  | 8    | 30 | 11 | 7  | 12 | 43 | 44 | 40    | R32  | UEFA CI | R16 CF        | Pavliuchenko – 10                                       | Scala Starkov                |
| 2005      | RPL  | 2    | 30 | 16 | 8  | 6  | 47 | 26 | 56    | R32  | -       | -             | Pavliuchenko – 11                                       | Starkov                      |
| 2006      | RPL  | 2    | 30 | 15 | 13 | 2  | 60 | 36 | 58    | F    | -       | -             | Pavliuchenko – 18                                       | Starkov Fedótov              |
| 2007      | RPL  | 2    | 30 | 17 | 8  | 5  | 50 | 30 | 59    | SF   | LC UEFA | Grupos R32    | Pavliuchenko – 14                                       | Fedótov Cherchesov           |
| 2008      | RPL  | 8    | 30 | 11 | 11 | 8  | 43 | 39 | 44    | R32  | LC UEFA | Previa R32    | Bazhenov – 6 Pavliuchenko – 6 Pavlenko – 6 Welliton – 6 | Cherchésov M.Laudrup         |
| 2009      | RPL  | 2    | 30 | 17 | 4  | 9  | 61 | 33 | 55    | CF   | -       | -             | Welliton – 21                                           | M.Laudrup Karpin             |
| 2010      | RPL  | 4    | 30 | 13 | 10 | 7  | 43 | 33 | 10    | R16  | LC UEFA | Previa Grupos | Welliton – 19                                           | Karpin                       |
| 2011–12   | RPL  | 2    | 44 | 21 | 12 | 11 | 68 | 48 | 75    | R16  | UEFA    | Previa        | Emenike – 13                                            | Karpin                       |
| 2012–13   | RPL  | 4    | 30 | 15 | 6  | 9  | 51 | 39 | 51    | R16  | UCL     | GS            | D. Kombárov – 7                                         | Emery Karpin                 |
| 2013–14   | RPL  | 6    | 30 | 15 | 5  | 10 | 46 | 6  | 50    | R8   | LE      | Previa        | Y. Movsisyan – 16                                       | Karpin Gunkó                 |
| 2014–15   |      | 6    | 30 | 12 | 8  | 10 | 42 | 42 | 43    | R16  | -       | -             | Promes – 13                                             | Murat Yakin                  |
| 2015–16   |      | 5    | 30 | 15 | 5  | 10 | 48 | 39 | 50    | R16  | -       | -             | Promes – 18                                             | Dmitri Alenichev             |

### Participación internacional en competiciones UEFA

#### Por competición
Nota: En negrita competiciones activas.
| Competición                                   | Temp. | PJ  | PG  | PE | PP | GF  | GC  | Dif. | Puntos | Títulos | Subtítulos |
| --------------------------------------------- | ----- | --- | --- | -- | -- | --- | --- | ---- | ------ | ------- | ---------- |
| Copa de Europa / Liga de Campeones de la UEFA | 21    | 124 | 40  | 31 | 53 | 173 | 193 | -20  | 151    | –       | –          |
| Copa de la UEFA / Liga Europea de la UEFA     | 27    | 131 | 65  | 26 | 40 | 206 | 167 | +39  | 221    | –       | –          |
| Recopa de Europa de la UEFA                   | 3     | 18  | 10  | 4  | 4  | 31  | 17  | +14  | 34     | –       | –          |
| Copa Intertoto de la UEFA                     | 1     | 6   | 3   | 1  | 2  | 9   | 5   | +4   | 10     | –       | –          |
| Total                                         | 52    | 279 | 118 | 62 | 99 | 419 | 382 | +37  | 416    | 0       | 0          |

## Palmarés

### Torneos nacionales (38)

#### RusiaRusia(15)
Nota: en negrita competiciones vigentes en la actualidad.
| Competición nacional         | Títulos                                                                         | Subcampeonatos                   |
| ---------------------------- | ------------------------------------------------------------------------------- | -------------------------------- |
| Liga Premier de Rusia (10/5) | 1992, 1993, 1994, 1996, 1997, 1998, 1999, 2000, 2001, 2017. (Récord Compartido) | 2005, 2006, 2007, 2009, 2011-12. |
| Copa de Rusia (4/2)          | 1994, 1998, 2003, 2022.                                                         | 1996, 2006.                      |
| Supercopa de Rusia (1/3)     | 2017.                                                                           | 2004, 2006, 2007.                |

#### Unión Soviética(23)
| Competición nacional                  | Títulos                                                                 | Subcampeonatos                                                    |
| ------------------------------------- | ----------------------------------------------------------------------- | ----------------------------------------------------------------- |
| Primera División de la URSS (12/11)   | 1936, 1938, 1939, 1952, 1953, 1956, 1958, 1962, 1969, 1979, 1987, 1989. | 1937, 1954, 1955, 1963, 1974, 1980, 1981, 1983, 1984, 1985, 1991. |
| Copa de la Unión Soviética (10/5)     | 1938, 1939, 1946, 1947, 1950, 1958, 1963, 1965, 1971, 1992. (Récord)    | 1948, 1952, 1957, 1972, 1981.                                     |
| Copa de la Federación Soviética (1/0) | 1987.                                                                   |                                                                   |
| Segunda División de la URSS (1/0)     | 1977.                                                                   |                                                                   |

### Torneos amistosos
- Trofeo Ciudad de Palma (2): 1973, 1976.
- Trofeo Ciudad de León (1): 1975.
- Trofeo Ciudad de Barcelona (1): 1982.
- Trofeo Villa de Gijón (1): 1983.
- Trofeo Balompédica Linense (1): 1987.
- Trofeo Ciudad de Vigo (1): 1990.
- Copa del Sol (1): 2012.

## Máximos goleadores
1. Nikita Simonián: 133
2. Serguéi Rodiónov: 119
3. Galimzián Jusaínov: 102
4. Fiódor Cherenkov: 95
5. Román Pavliuchenko: 89
6. Yuri Gavrílov: 89
7. Yegor Titov: 87
8. Anatoli Ilín: 83
9. Quincy Promes: 80
10. Yuri Sevídov: 71
11. Andréi Tíjonov: 68
12. Serguéi Sálnikov: 64
13. Alekséi Paramónov: 63
14. Welliton: 57
15. Vladímir Beschástnyj: 56
16. Anatoli Isáyev: 54
17. Valeri Shmárov: 54
18. Gueorgui Yártsev: 54
19. Nikolái Osianin: 50